# Telewizja w Polsce

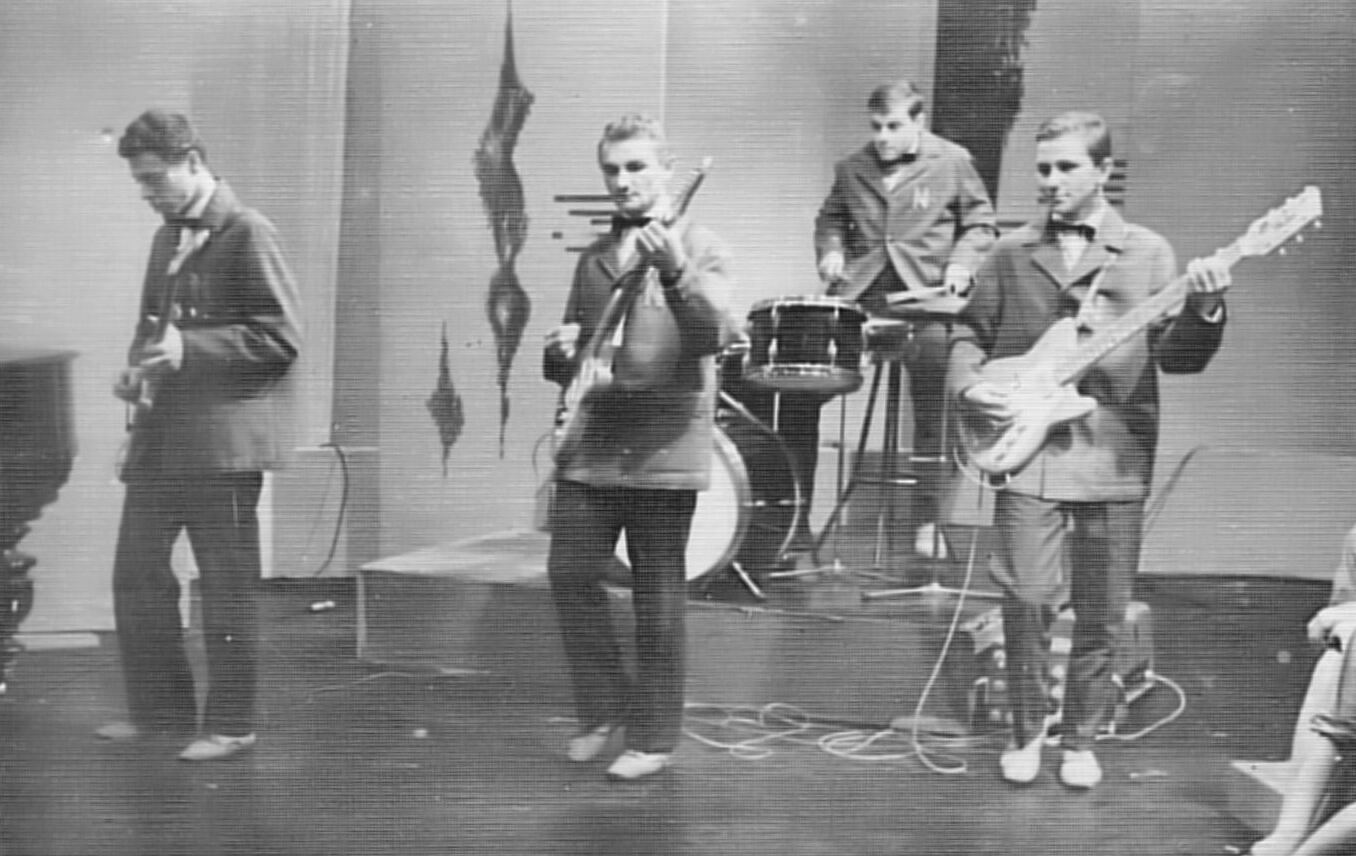
Występ w studiu TVP, 1964

Telewizja w Polsce – początki telewizji w Polsce datuje się na 1938 rok, kiedy w Warszawie została uruchomiona pierwsza eksperymentalna stacja telewizyjna. Była to stacja telewizji publicznej, której program nadawany jest obecnie pod nazwą TVP1. Prywatne stacje telewizyjne w Polsce zaczęły powstawać na przełomie lat 80. i 90. XX wieku. Jako pierwsze funkcjonowanie rozpoczęły prywatne stacje telewizyjne o zasięgu lokalnym. Pierwszą komercyjną stacją telewizyjną w Polsce, a zarazem w byłych krajach komunistycznych, była lokalna PTV Echo działająca od 6 lutego 1990 do 8 marca 1995 we Wrocławiu. Z kolei pierwszym kanałem o zasięgu ponadregionalnym był Polsat, założony 5 grudnia 1992 przez Zygmunta Solorza. Kolejnymi prywatnymi stacjami były: Polonia 1 i ATV – Krajowa Telewizja Kablowa – obydwie założone w 1993 roku. Obecnie na rynku polskim działa blisko 200 polskojęzycznych stacji telewizyjnych o zasięgu ogólnokrajowym nadawanych głównie drogą satelitarną i kablową, z których dominująca część posiada charakter kanałów tematycznych.

## Historia telewizji w Polsce
„Po telefonie i telegrafie musimy wynaleźć telefoton albo telefotoskop, to jest przyrząd telegraficzny do widzenia z odległości” – Julian Ochorowicz, czasopismo „Kosmos” 1878.

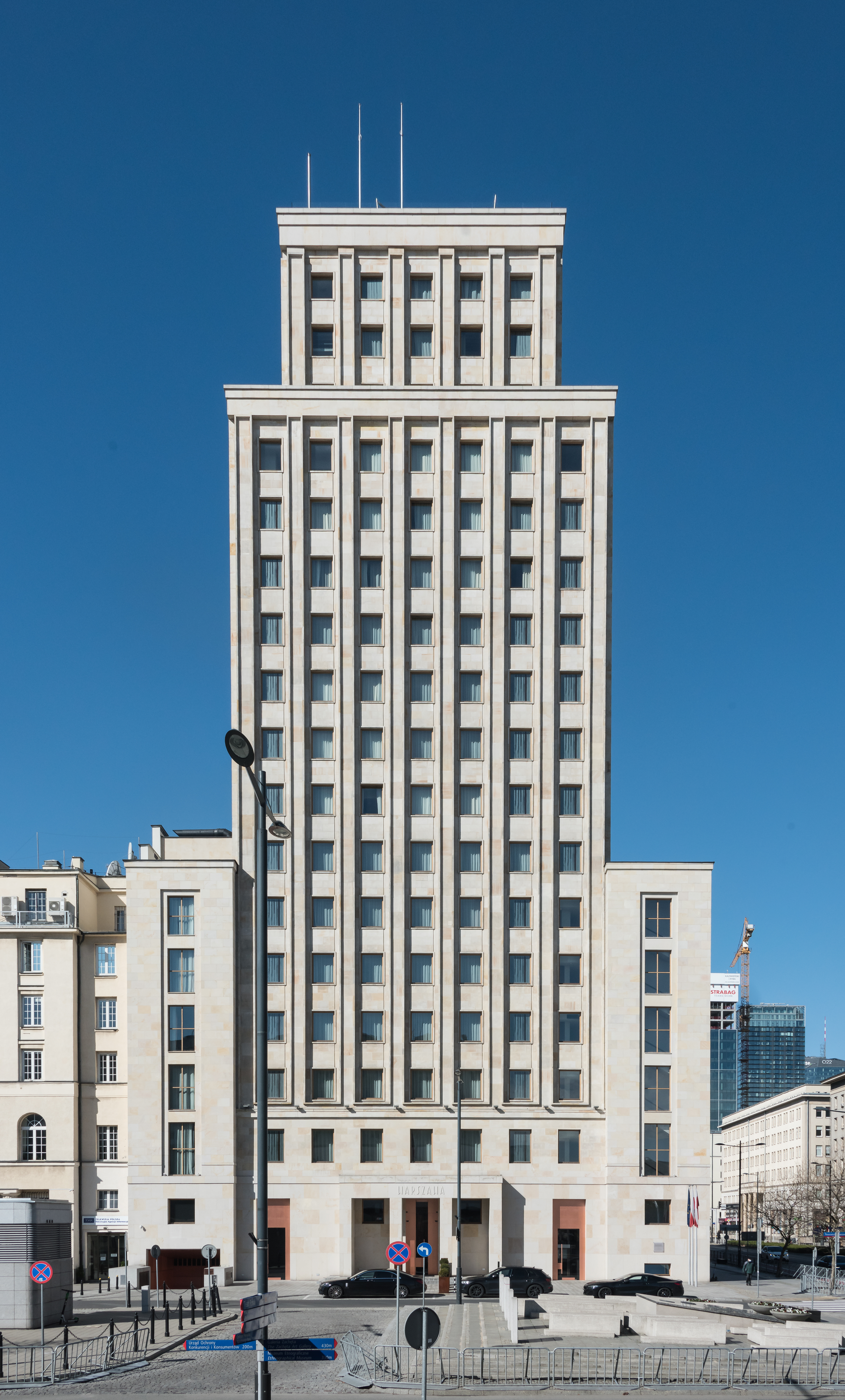
Hotel Warszawa w Warszawie (d. gmach Prudentialu) – miejsce nadawania sygnału Telewizyjnego Telewizji Polskiej od 1937

Pierwszy artykuł o konieczności wynalezienia aparatury przesyłającej obraz na odległość w 1878 r. w czasopiśmie „Kosmos” opublikował polski wynalazca Julian Ochorowicz. Wynalazca ten nie potrafił jednak rozwiązać problemów technicznych i zbudować takiego urządzenia i przypisuje mu się zasługi w teoretyczny wkład na tym polu. Za prekursora telewizji w Polsce należy uznać Jana Szczepanika zwanego „polskim Edisonem”, który w 1897 roku opatentował w Brytyjskim Urzędzie Patentowym (patent brytyjski nr 5031) oraz w Stanach Zjednoczonych rok później „telektroskop” – „czyli aparat do reprodukowania obrazów na odległość za pomocą elektryczności”. W roku 1900 Szczepanik przedstawił na wystawie światowej w Paryżu udoskonalone urządzenie do przenoszenia obrazu na odległość -„telefot”.
Początki telewizji zainicjowano już w dwudziestoleciu międzywojennym. Pierwszą transmisję sygnału telewizyjnego przeprowadziła w 1931 roku rozgłośnia Polskiego Radia w Katowicach. Historia polskiej telewizji od 1952 do 1989 roku jest ściśle powiązana z historią Telewizji Polskiej, gdyż do transformacji systemowej był to jedyny nadawca w Rzeczypospolitej ludowej. 
W 1936 roku zbudowano nadajnik na warszawskim wieżowcu Prudentialu. Już w 1937 roku na szesnastym piętrze rozpoczęła działalność eksperymentalna stacja telewizyjna, nadająca z anteny zainstalowanej na dachu gmachu. Pokaz próbnej transmisji telewizyjnej odbył się 5 października 1938 roku w Warszawie, z udziałem Mieczysława Fogga (jednakże ówczesna prasa polska nie odnotowała tego w ogóle a jako „pierwszą” demonstrację telewizji podawano pokazy w czasie II DWR). Pierwszym filmem wyemitowanym przez przedwojenną próbną telewizję polską była Barbara Radziwiłłówna. Kilka miesięcy później (26 sierpnia 1939 roku) podczas otwarcia drugiej Dorocznej Wystawy Radiowej miała miejsce pierwsza oficjalna emisja sygnału telewizyjnego. Pokazano wtedy występ aktorki Ireny Zaleskiej i film propagandowy Polskiego Radia, przygotowany specjalnie na tę okazję. Sygnał został odebrany przynajmniej w trzech miejscach: siedzibie Polskiego Radia przy Zielnej, Państwowym Instytucie Telekomunikacyjnym przy Ratuszowej i Urzędzie Telekomunikacyjnym przy Poznańskiej. Rozwój prac nad telewizją przerwał wybuch II wojny światowej.

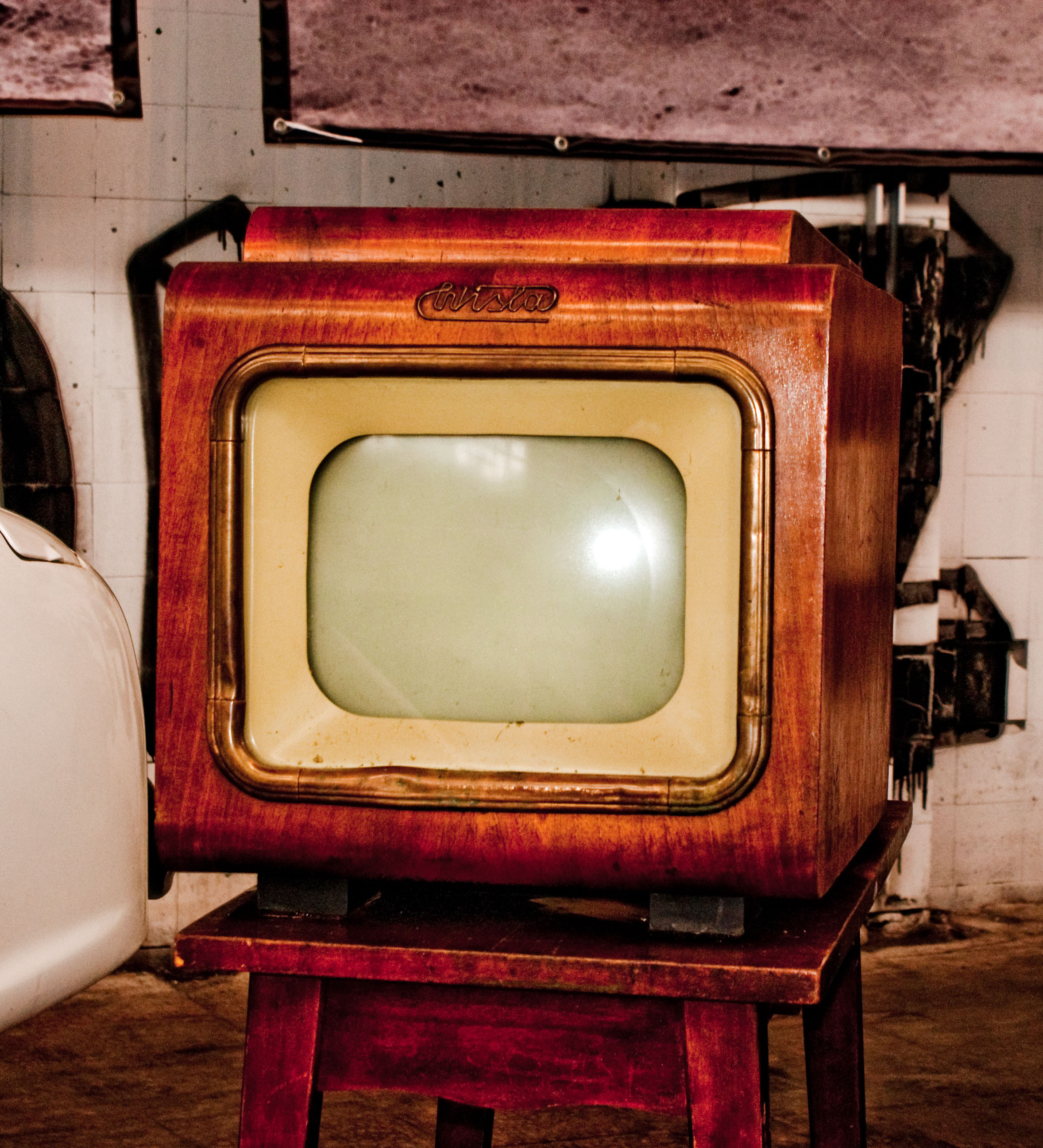
Wisła, pierwszy produkowany seryjnie w Polsce telewizor (od 1955 roku)

W latach powojennych wznowiono prace nad polską telewizją. 25 października 1952 roku o godz. 19:00 uruchomiono pierwszy polski program telewizyjny. W kolejnych latach nadawanie rozpoczęło kilka telewizji regionalnych telewizji publicznej. 2 października 1970 roku uruchomiono ogólnopolski drugi program. Po transformacji systemowej w 1989 roku nadawanie rozpoczęły prywatne telewizje. 6 lutego 1990 roku przełamano monopol telewizji państwowej – uruchomiona wówczas została pierwsza w Polsce i zarazem pierwsza w byłych krajach komunistycznych prywatna telewizja – PTV Echo, nadająca na terenie Wrocławia i okolic do 8 marca 1995 roku. Pierwszą ogólnopolską telewizją prywatną jest nadający do dziś Polsat, który rozpoczął emisję 5 grudnia 1992 roku. W kolejnych latach znanymi komercyjnymi stacjami telewizyjnymi zostały m.in. Polonia 1 (zaczęła nadawać 7 marca 1993), Canal+ (zaczęła nadawać 2 grudnia 1994), RTL 7 (zaczęła nadawać 6 grudnia 1996, obecnie TVN7), TVN (zaczęła nadawać 3 października 1997), TV4 (zaczęła nadawać 1 kwietnia 2000) i TV Puls (zaczęła nadawać 18 marca 2001). Jednocześnie pod koniec lat 90. XX wieku w Polsce zaczęła się rozwijać telewizja cyfrowa. W 1992 emisję rozpoczęły pierwsze stacje satelitarne, a 1998 roku uruchomiono dwie pierwsze polskie platformy cyfrowe: Wizja TV i Cyfra+.
W XXI wieku rozpoczął się proces innowacyjności telewizji. W 2006 roku została uruchomiona platforma n, która jako pierwsza zaoferowała dostęp do treści wideo na życzenie na ekranie telewizora. Podczas Mundialu 2006 nadawca telewizji Polsat udostępnił polskim widzom pierwsze, pokazowe, transmisje w standardzie HDTV. 12 października 2006 rozpoczęła nadawanie stacja nSport HD (dziś Canal+ Sport 5), pierwsza polska telewizja w jakości HDTV. Z kolei 15 maja 2010 wyemitowano pierwszą audycję w polskiej telewizji w technologii 3DTV (transmisja z meczu piłki nożnej) w testowym paśmie Canal+ 3D. W 2010 roku został rozpoczęty proces cyfryzacji telewizji naziemnej (wcześniej w niektórych lokalizacjach miały miejsce testy naziemnej telewizji cyfrowej). 23 lipca 2013 roku w Polsce analogowa telewizja naziemna została całkowicie zastąpiona naziemną telewizją cyfrową.

## Systemy emisji telewizji w Polsce

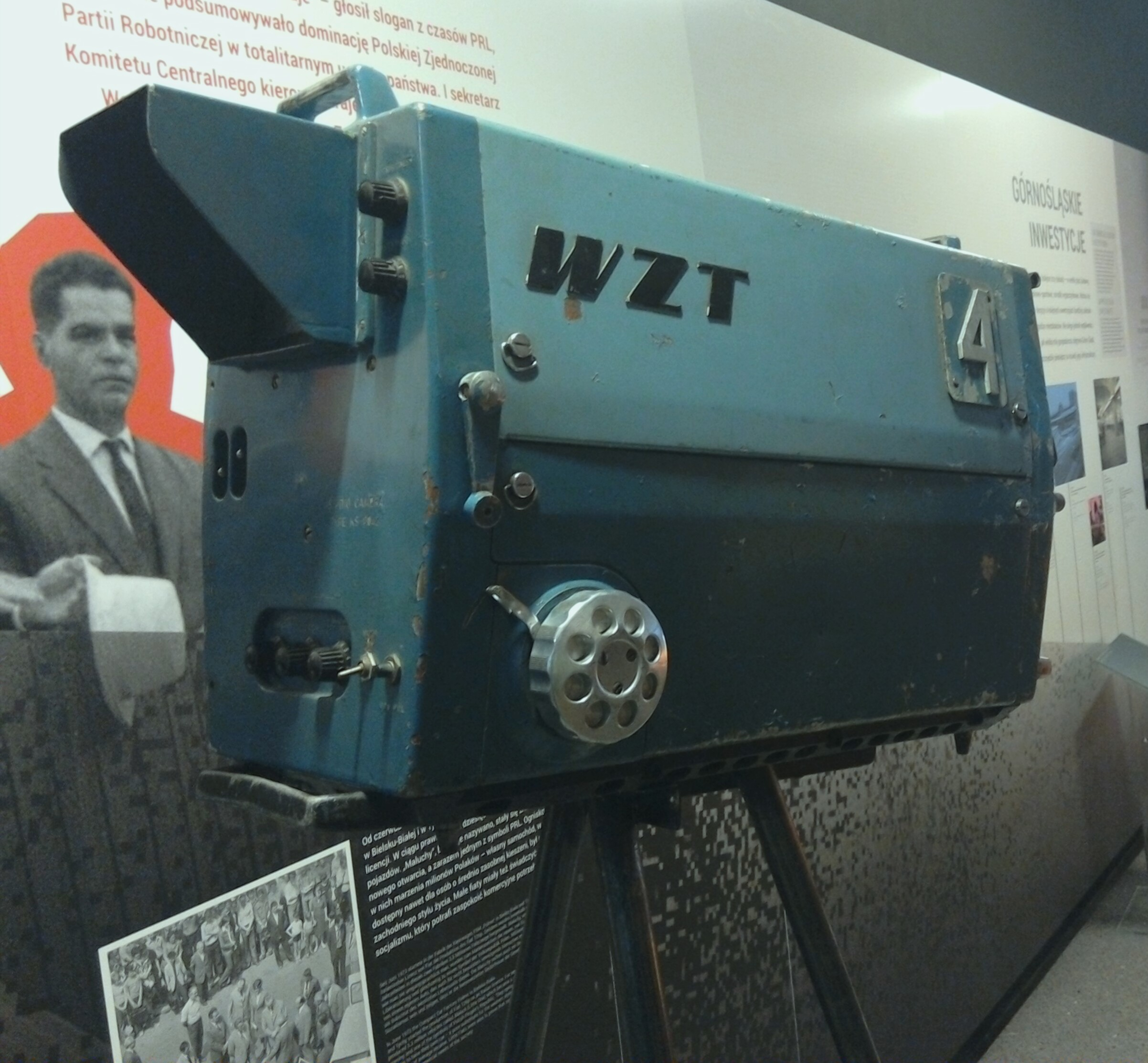
Polska studyjna kamera, używana w latach 1960–1970 przez WZT

### Telewizja naziemna
Początki telewizji naziemnej w Polsce sięgają 1938 roku, kiedy to zamontowano pierwszy maszt rurowy, pod antenę nadawczą na dachu wysokościowca Prudential w Warszawie. Została ona usytuowana na wysokości 87 m nad poziomem ziemi, co zapewniało odbiór sygnału wizji w promieniu 20 km i fonii 30 km od anteny nadawczej. Pokazy próbnej transmisji telewizyjnej odbyły się 5 października 1938 i 26 sierpnia 1939 roku. Była to telewizja mechaniczna nadająca w standardzie 120 linii. Równocześnie trwały już prace nad telewizją elektroniczną 343-liniową, których dalszy rozwój przerwał wybuch II wojny światowej. Pierwszy program został uruchomiony 25 października 1952 (dzisiejsza TVP1). Kolejno w emisji naziemnej uruchamiane były ośrodki regionalne TVP i Program 2 Telewizji Polskiej.
Z kolei pierwszą komercyjną stacją nadającą naziemnie była uruchomiona 6 lutego 1990 lokalna PTV Echo, która nadawała we Wrocławiu. Z czasem uruchamiane były kolejne stacje prywatne o zasięgu lokalnym (12 z nich weszło w skład powstałej w 1993 ogólnopolskiej sieci o nazwie Polonia 1). Należy wskazać, iż w latach, gdy przyszłe stacje Polonii 1 rozpoczynały nadawanie, nie udzielano jeszcze koncesji dla nadawców radiowych i telewizyjnych, a same przepisy regulujące ich wydawanie były na etapie tworzenia. W 1994 roku, po wejściu unormowań dotyczących obowiązku koncesjonowania, prywatne telewizje nadające wówczas z terytorium Polski (poza PTV Echo, która posiadała tymczasowe zezwolenie na emisję programu) uznane zostały za prowadzące swoją działalność nielegalnie. Pierwszy proces koncesyjny, który w latach 1993–1994 przeprowadziła KRRiT (brała w nim udział m.in. Polonia 1), doprowadził do przyznania koncesji:
- w 1994 roku na ogólnokrajowy program telewizyjny nadawany naziemnie – Telewizja Polsat,
- w 1995 roku na telewizyjny program kodowany (przydzielanie lokalnych pasm sieci analogowych nadajników naziemnych w 19 miastach Polski) – Canal+ (gdzie nadawał do 19 czerwca 2001).

W efekcie drugiego procesu koncesyjnego w latach 1995–1997 koncesję uzyskał m.in. TVN.
Do 2013 roku analogowo naziemnie sygnał ponadregionalny nadawało 7 stacji telewizyjnych: TVP1, TVP2, TVP Info, Polsat, TVN, TV4 i TV Puls. W wybranych lokalizacjach naziemnie nadawane były także programy lokalne i regionalne.
Pionierskie prace ekspertów Państwowej Agencji Radiokomunikacyjnej i Instytutu Łączności dotyczące cyfryzacji telewizji naziemnej, rozpoczęły się w 1996 roku. Wtedy też powstały wstępne plany sieci DVB-T w Polsce. Jednak proces cyfryzacji telewizji naziemnej, po testach, rozpoczął się w 2009 roku. W latach 2012–2013 następowało stopniowe wyłączanie naziemnych nadajników analogowych (w 7 etapach). 23 lipca 2013 roku w Polsce analogowa telewizja naziemna została całkowicie zastąpiona naziemną telewizją cyfrową.

### Telewizja satelitarna
W 1962 Telewizja Polska przeprowadziła pierwszą transmisję satelitarną w Polsce. 1 listopada 1975 w Psarach-Kątach (Góry Świętokrzyskie) oddano do użytku pierwszą w kraju naziemną stację łączności satelitarnej, która znacznie poszerzyła możliwości nadawcze TVP.
Pierwszą stacją telewizyjną w języku polskim, która rozpoczęła nadawanie poprzez satelitę, była uruchomiona 24 października 1992 TVP Polonia. Stacja od początku była dostępna za pomocą satelity Hot Bird w systemie SECAM (od 1 stycznia 1994 w systemie PAL) jako niekodowany przekaz analogowy. Drugą polskojęzyczną stacją nadawaną przez satelitę była Telewizja PolSat, która rozpoczęła nadawanie sygnału z Holandii 5 grudnia 1992 z analogowego (wtedy) satelity Eutelsat II F3 16°E (w 1993 roku otrzymała od KRRiT również koncesję na emisję naziemną w Polsce).
Na przełomie 1994 i 1995 roku dostępność do satelitarnych polskojęzycznych kanałów tematycznych i uniwersalnych była znikoma. W przekazie satelitarnym nadawały pojednycze stacje z różnych satelitów. Mieszkańcy Polski mieli dostęp głównie do stacji niemieckojęzycznych na satelicie Astra. Rynek telewizji tematycznej w zasadzie nie istniał. Rozwój satelitarnej telewizji na terenie Polski rozpoczął się wraz z pojawieniem się pierwszych ofert kanałów szyfrowanych, gdy do powszechnej dystrybucji udostępniono dwa produkty: kanał kodowany Canal+ (1994) i pakiet kodowanych kanałów MultiChoice Kaleidoscope (1995). Były to pierwsze kanały płatnej telewizji. Aby uzyskać do nich dostęp odbiorca musiał zakupić lub wypożyczyć dekoder satelitarny oraz kartę dostępową.
Kanał Canal+ był pierwszą polskojęzyczną płatną i szyfrowaną stacją telewizyjną typu premium, będącą częścią francuskiej sieci Canal+. Emisja analogowa sygnału została uruchomiona 2 grudnia 1994 roku z Paryża za pomocą satelity Eutelsat. Nadawanie z Polski rozpoczął 21 marca 1995 (którą podaje jako oficjalną datę uruchomienia). Kanał udostępniany był również w sieciach kablowych, a w 1995 roku stacja otrzymała koncesję na nadawanie naziemne (gdzie nadawał do 19 czerwca 2001). Na początku do dekodowania sygnału używano filtrów pozytywowych, jednak dość szybko zostały one zastąpione przez dekodery działające w systemie dostępu warunkowego Syster NagraVision. Podczas emisji sygnału pojawiały się także stałe niekodowane okienka (głównie seriale animowane), zaś przez większość czasu emisji emitowana była wersja kodowana z paskami z niekształconym dźwiękiem. W 1998 roku kanał wszedł w skład oferty własnej platformy Cyfra+. Po zakończeniu emisji naziemnej i satelitarnej na analogowej satelicie Eutelsat, Canal+ drogą analogową był emitowany jedynie w sieciach kablowych. Jednak w latach 2009–2010 sieci kablowe stopniowo wyłączały Canal+ z oferty analogowych telewizji kablowych i od tego momentu ten kanał nadaje wyłącznie cyfrowo.
W 1995 roku nadawanie satelitarne w języku polskim rozpoczął kolejny tematyczny kanał filmowy pod nazwą FilmNet.
Natomiast 2 lipca 1995 uruchomiono dla mieszkańców Polski, Czech i Węgier pierwszy pakiet kilku kodowanych kanałów MultiChoice Kaleidoscope szyfrowanych w systemie Videocrypt. Dystrybucja pakietu polegała na wykupieniu karty dostępowej oraz zasilaniu jej opłatami za minimum kwartał, bez konieczności podpisywania umowy abonenckiej (dziś są to oferty pod nazwą prepaid). Była to oferta kanałów wzorowanych na usługach z innych krajów europejskich (w Europie Zachodniej od 1 listopada 1993 był oferowany pakiet Sky Multichannels). W skład oferty weszło 7 stacji nadawanych dotąd FTA zgrupowanych w dwa pakiety programowe:
- Pakiet Podstawowy (popularnonaukowy Discovery Channel, telezakupowy QVC oraz dwa kanały muzyczne MTV Europe[21] i CMT Europe),
- Pakiet Premium (filmowy FilmNet i erotyczny Adult Channel).

Z całej paczki kanałów 2 oferowane były w języku polskim. Stacja FilmNet z polskim lektorem, a Discovery Channel nadawał w wersji anglojęzycznej z opcją włączenia napisów w języku polskim.
We wrześniu 1996 doszło do fuzji spółek NetHold (nadawcy kanału FilmNet) z Canal+. 13 lutego 1997 Urząd Ochrony Konkurencji i Konsumentów wydał pozytywną decyzję w sprawie połączenia obu podmiotów. 28 lutego 1997 FilmNet zakończył nadawanie na terytorium Polski, a prawa filmowe przeniesiono do kanału Canal+. Miało to wpływ na nadawanie pakietu MultiChoice Kaleidoscope. W 1998 roku oferta została zlikwidowana, a odbiorcy satelitarni zostali pozbawieni odbioru kanałów.
17 września 1996 wystartowała kolejna polskojęzyczna płatna i szyfrowana stacją telewizyjna typu premium, HBO, będąca wówczas częścią HBO Central Europe (obecnie HBO Europe), filią amerykańskiej sieci Home Box Office.

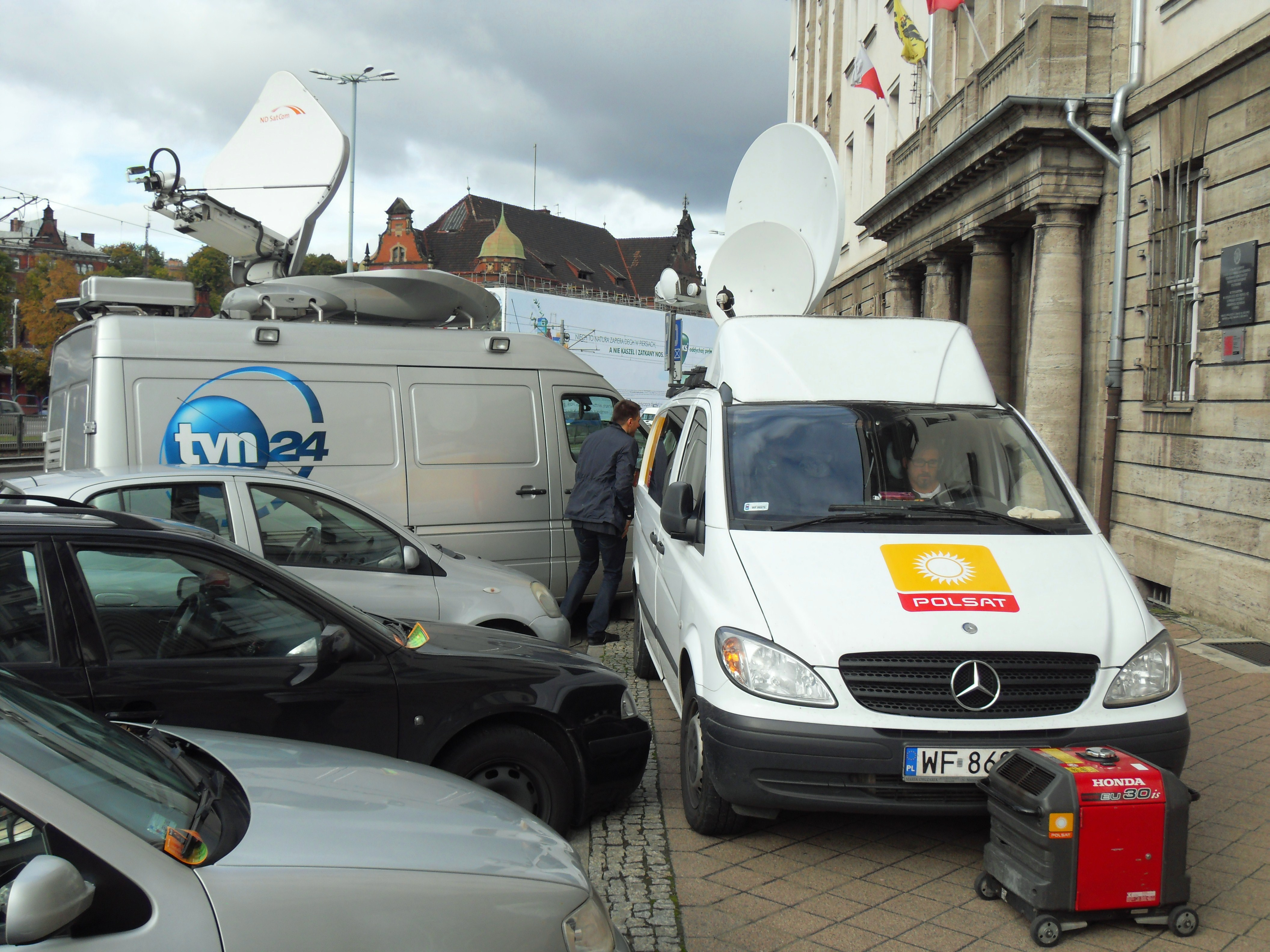
Wozy reporterskie

Dynamiczny rozwój telewizji satelitarnej upatrywany jest w powstaniu polskich platform cyfrowych. Pierwszą platformą satelitarną była Wizja TV (w 2002 roku została przejęta przez Cyfrę+) oraz Cyfra+, uruchomiona w 1998 roku. Ta druga platforma cyfrowa jako jedyna w Europie oferowała dostęp do dwóch ofert typu premium, tj. Canal+ i HBO.
Od 2013 roku na rynku polskim działają trzy platformy cyfrowe: Cyfrowy Polsat (1999) – dawniej pod nazwami Polsat 2 Cyfrowy, Polsat Cyfrowy, nc+ (2013) – powstała w wyniku połączenia Cyfry+ i n oraz Orange TV (2008) – dawniej Neostrada z telewizją.
Od 2006 roku rozwijana jest także oferta kanałów prepaid. Drugą tego typu usługą (po MultiChoice Kaleidoscope) była Cyfra+ na kartę. Obecnie funkcjonuje kilka takich projektów: Telewizja na kartę, Telewizja na kartę HD, oferta Cyfrowego Polsatu, n na kartę oraz Smart HD+ (wcześniej Smart HD).
Z kolei 27 sierpnia 2013 została uruchomiona usługa nc+ mix, będąca połączeniem oferty prepaid z postpaid.
Według danych Głównego Urzędu Statystycznego w 2012 roku z usług telewizji satelitarnej korzystało 6,910 mln użytkowników.
Począwszy od 1992 roku emisję satelitarną rozpoczynały kolejne polskojęzyczne stacje telewizyjne (głównie na satelitach Hot Bird, Astra), w szczególności dzięki obecności w ofertach platform satelitarnych. Tylko część kanałów polskojęzycznych nadaje sygnał niekodowany, natomiast z czasem wszystkie przeszły na nadawanie cyfrowe. Jako ostatni satelitarny sygnał analogowy PAL 15 grudnia 2008 roku wyłączyła stacja TVN. Od 2006 roku emisję rozpoczęły pierwsze stacje w wysokiej rozdzielczości obrazu i dźwięku HDTV.

### Telewizja kablowa i IPTV
Pierwsi operatorzy telewizji kablowej pojawili się w Polsce w połowie lat 70. XX wieku. W latach 1972–1974 Przemysłowy Instytut Telekomunikacji w Gdańsku opracował koncepcję zbiorowego odbioru. We współpracy z zakładami Telkom-Telmor w 1975 ponad 1000 mieszkańców Gdyni w dzielnicy Chylonia i częściowo w dzielnicy Cisowa zostało przyłączonych do eksperymentalnej sieci. Sieć ta została przystosowana do odbioru 7 kanałów (ówcześnie w języku polskim działały jedynie TVP1 i TVP2). W późniejszym okresie sieć Telkom-Telmor przejęła spółdzielnia mieszkaniowa, a w 1990 roku spółka Szel-Sat.
W Warszawie pierwszą sieć kablową uruchomiono 5 marca 1988 w dzielnicy Ursynów przez Ursynowsko-Natolińskie Towarzystwo Społeczno-Kulturalne pod nazwą Ursynat. Program odbierało zaledwie kilkudziesięciu abonentów w dwóch blokach mieszkalnych. W krótkim czasie utworzono na całym osiedlu kilkanaście niezależnych sieci, z których każda dysponowała własną anteną odbiorczą oraz niezbędnym zestawem aparatury do przetwarzania sygnału satelitarnego, który po odpowiedniej modulacji, był przesyłany do mieszkań za pomocą anteny zbiorczej (instalacja AZART). Z satelity Eutelsat lFl emitowano w niej cztery niekodowane programy: Sat.1, Super Channel, Teleclub i RTL Plus, a z anteny zbiorczej pobierano dwa programy TVP i jeden rosyjski. Do 1989 roku działało w kraju 10 sieci kablowych, z liczbą ponad 1 tys. abonentów.
Dynamiczny rozwój sieci kablowych rozpoczął się w latach 90. XX w. Początkowo oferowały one przede wszystkim liczne kanały zagraniczne, które często emitowane były nielegalnie, tzn. bez podpisywania umów z nadawcami i bez ich wiedzy. Wynikało to z braku w tamtym okresie odpowiedniego prawa, które mogłoby tę sferę normować. Z czasem w sieciach kablowych uruchamianych było coraz więcej kanałów polskojęzycznych, w tym regionalnych oraz własnych, powstających dla abonentów na potrzeby danej sieci kablowej. Wprowadzone w 1993 roku regulacje prawne pozwoliły na swobodny rozwój mniejszych i większych sieci kablowych, z których część została po jakimś czasie przejęta przez większych operatorów, a część istnieje do dziś.
Najważniejsze sieci kablowe powstałe w tamtym okresie:
- Polska Telewizja Kablowa (1989); w 2000 roku przejęta przez UPC Polska, która istnieje do dziś z zasięgiem ponadregionalnym
- Vectra (1991) w Słupsku; istnieje do dziś z zasięgiem ponadregionalnym
- Tele Cal (1991) w Kaliszu, obecnie pod nazwą Multimedia Polska z zasięgiem ponadregionalnym
- Toya (1991) w Łodzi; istnieje do dziś
- wielkopolskie sieci kablowe: Koma (1991), Telewizja Kablowa Poznań (1994) i ICP-net, które w 2005 roku połączyły się tworząc sieć Inea, która istnieje do dziś
- Aster City (1994) w Warszawie (później pod nazwą Aster), powstała w wyniku połączenia lokalnych sieci kablowych, a następnie rozwijała się poprzez przejęcia wielu mniejszych sieci; w 2011 została przejęta przez UPC Polska
- Małopolska Telewizja Kablowa (1989) w Tarnowie; w 2011 została przejęta przez Multimedia Polska
- TVK Dami (1992) w Radomiu; w 2003 została przejęta przez Vectrę

Pierwsze konsolidacje na rynku sieci kablowych miały miejsce w 1994 roku. Proces ten nasilił się od 1997 roku. W ostatnich latach doszło do przejęć większych operatorów sieci, rozdrobnionego wciąż polskiego rynku operatorów kablowych i dostawców szerokopasmowego internetu. W 2011 roku Małopolska Telewizja Kablowa została przejęta przez sieć Multimedia Polska, 2 stycznia 2012 roku UPC Polska zakupiła sieć Aster (wtedy 4 największą pod względem liczby abonentów), a w maju 2012 roku Multimedia Polska przejęła Stream Communications (7 pod względem liczby abonentów). W lipcu 2013 roku Inea zakupiła sieć Tesat, a baza abonentów powiększyła się o 21 tys.
Przepisy ustawy z 21 lipca 2000 roku Prawo telekomunikacyjne zezwoliły na rozpowszechnianie w telewizjach kablowych nie tylko programów RTV, ale również usług telefonicznych oraz dostępu do internetu (na podstawie odrębnych zezwoleń), natomiast operatorzy telefonii mogą od tej pory oferować usługi telewizji. Ustawa nałożyła również obowiązek udostępniania własnej infrastruktury dla innych podmiotów. W 2001 roku nowe regulacje zniosły ograniczenia dla kapitału zagranicznego w działalności telekomunikacyjnej.
19 czerwca 2006 Telekomunikacja Polska uruchomiła pierwszą w kraju telewizję IPTV pod nazwą Videostrada (od 2008 r. pod nazwą Neostrada TP z telewizją, a od 2012 jako Orange TV). W późniejszym okresie nastąpiły kolejne wdrożenia tej telewizji.
Według danych KRRiT za I kwartał 2004 r. 31% polskich gospodarstw domowych posiadało telewizję kablową, co stanowiło 3. co do wielkości rynek telewizji kablowej w Europie. Pod koniec 1992 roku działało około 130 operatorów telewizji kablowej. Według szacunków KRRiT w 1996 roku było już 433 operatorów, a w 2005 funkcjonowało w Polsce ponad 500 operatorów.
Według danych GUS w 2012 roku z usług telewizji kablowych korzystało 4,898 mln abonentów.

## Struktura własnościowa telewizji

### Telewizja publiczna
Na terytorium Rzeczypospolitej Polskiej emisję nadawcy publicznego pełni Telewizja Polska, która na podstawie ustaw zobowiązana jest do szerzenia tzw. społecznej misji programowej. Nadaje ona dwa ogólnopolskie programy: TVP1 i TVP2 (również wersje HD), program regionalny: TVP3, program przeznaczony dla Polaków mieszkających za granicą: TVP Polonia i TVP Wilno, kanały wyspecjalizowane emitowane na podstawie koncesji: TVP Kultura, TVP Sport (również wersja HD), TVP Historia, TVP Info (również wersja HD), TVP Seriale, TVP Rozrywka, TVP ABC, TVP Kobieta, TVP HD oraz kanały internetowe, w tym TVP Parlament. TVP jest nadawcą stacji traktowanych jako stricte komercyjne: TVP HD i TVP Seriale, które są kodowane mimo misji programowej i oferowane są operatorom odpłatnie. Do Telewizji Polskiej należy również białoruskojęzyczny kanał Biełsat TV.
Ponadto od 2011 do 2014 swój program telewizyjny nadawało również Polskie Radio, w ramach projektu Radio na Wizji.

### Telewizja prywatna
W 2013 r. na polskim rynku telewizyjnym działało ponad 50 nadawców telewizji komercyjnej o zasięgu ogólnokrajowym. Są wśród nich zarówno polscy nadawcy prywatni, jak również zagraniczni nadawcy. Większa część emitowanych polskojęzycznych stacji należy zwykle do większych spółek (grup) mediowych, takich jak: Grupa ITI, Telewizja Polsat, Canal+ Cyfrowy, HBO Europe, NBCUniversal, Discovery Networks Europe, BBC Worldwide, Fox International Channels, Viacom Media Networks, The Walt Disney Company, A+E Networks, Chello Zone, Viasat – i innych. Nadawcy emitują zarówno programy o charakterze uniwersalnym, jak i o charakterze tematycznym. Ogólnopolskimi (inaczej uniwersalnymi, ogólnymi oraz mainstreamowymi) kanałami telewizji komercyjnej, cieszącymi się największą oglądalnością są m.in. Polsat, TVN, TVN 7, TV4, TV Puls.

## Koncesjonowanie
Krajowa Rada Radiofonii i Telewizji została powołana mocą ustawy z 29 grudnia 1992 roku o radiofonii i telewizji, która weszła w życie 1 marca 1993 roku. Krajowa Rada Radiofonii i Telewizji została powołana jako organ państwowy kompetentny w sprawach radiofonii i telewizji, mający pełnić funkcję regulatora rynku mediów elektronicznych w Polsce. KRRiT rozpoczęła działalność 28 kwietnia 1993 roku. W związku z tym niezbędne dla prowadzenia emisji telewizyjnej i radiowej prowadzonej w oparciu o polskie prawo stało się uzyskanie koncesji na emisję programu. Jednak nie wszystkie polskojęzyczne stacje telewizyjne działają w oparciu o polskie regulacje. Część stacji nadaje na podstawie koncesji i zezwoleń uzyskiwanych za granicą (nadają głównie z Francji, Węgier i Wielkiej Brytanii).

## Zasada must carry
Zasada must carry zobowiązuje operatorów do rozprowadzania określonych programów telewizyjnych. W Polsce oryginalny anglicyzm "must carry" został rozszerzony do wprowadzającego w błąd "must carry/must offer", co oznacza, że operator musi nie tylko rozprowadzać określone programy, ale również je oferować.
Must carry została wprowadzona po raz pierwszy w 1995 roku dla operatorów sieci kablowych, po nowelizacji ustawy o radiofonii i telewizji i wydaniu rozporządzenia (instrukcja o pakietyzacji – 1996), które rozbudowały i doprecyzowały zasady rozprowadzania programów w sieciach kablowych. Nałożono obowiązek umieszczenia w pierwszej kolejności w ofercie programów nadawców, których sygnał drogą naziemną był dostępny na terenie działania danej sieci, poczynając od stacji telewizji publicznej, a potem innych polskich nadawców niepublicznych (w tym lokalnych). Programy zagraniczne mogły zostać wprowadzone do sieci w dalszej kolejności.
Na podstawie obecnie obowiązujących przepisów z 2011 roku, zgodnie z art. 43 ust. 1 ustawy z dnia 29 grudnia 1992 r. o radiofonii i telewizji (Dz.U. z 2022 r. poz. 1722, ze zm.): Operator rozprowadzający program, z wyłączeniem podmiotu rozprowadzającego program w sposób cyfrowy drogą rozsiewczą naziemną w multipleksie, jest obowiązany do rozprowadzania programów „Telewizja Polska I”, „Telewizja Polska II” i jednego regionalnego programu telewizyjnego rozpowszechnianego przez Telewizję Polską S.A. oraz programów rozpowszechnianych w dniu wejścia w życie ustawy z dnia 30 czerwca 2011 r. o wdrożeniu naziemnej telewizji cyfrowej (Dz.U. z 2024 r. poz. 1772) na podstawie koncesji na rozpowszechnianie tych programów w sposób analogowy drogą rozsiewczą naziemną przez Telewizję Polsat S.A., TVN S.A., Polskie Media S.A., Telewizję Puls Sp. z o.o. W przypadku operatora rozprowadzającego programy w sieciach telekomunikacyjnych innych niż wykorzystywane do rozpowszechniania rozsiewczego naziemnego lub rozsiewczego satelitarnego obowiązek rozprowadzania regionalnego programu telewizyjnego dotyczy regionalnego programu telewizyjnego właściwego dla danego obszaru.
W myśl art. 43a ust. 3 pkt 1 w zw. z art. 43 ust. 1 ustawy z dnia 29 grudnia 1992 r. o radiofonii i telewizji operator rozprowadzający program jest obowiązany rozprowadzać i oferować program, który został mu nieodpłatnie udostępniony. Oferowane przez operatorów powinny być zatem wszystkie programy wymienione w art. 43 ust. 1 ustawy, a ich nadawcy zgodnie z art. 43a ust. 1 ustawy zobowiązani są te programy operatorom udostępnić. Zatem nieobecność programów objętych transmisją obowiązkową w którymś z oferowanych pakietów będzie oznaczać brak realizacji przez operatora obowiązku wynikającego z art. 43a. ust. 3 pkt 1 ustawy, czyli obowiązku oferowania abonentom nieodpłatnie udostępnianych programów, co skutkować będzie odpowiedzialnością operatora na podstawie art. 53b ustawy z dnia 29 grudnia 1992 r. o radiofonii i telewizji.
Zgodnie z tymi przepisami, enumeratywnie wyszczególnione przez ustawodawcę stacje: TVP1, TVP2, regionalny program telewizyjny rozpowszechniany przez Telewizję Polską (obecnie stacje TVP3), Polsat, TVN, TV4 oraz TV Puls, powinny być dostępne nieodpłatnie w każdym oferowanym przez operatora komunikacyjnego pakiecie programowym.

## Oznaczenia programów w Polsce
Podczas emisji swych programów stacje telewizyjne działające na podstawie polskiej koncesji zobowiązane są do umieszczania na ekranie dodatkowych symboli dotyczących ograniczeń wiekowych danej audycji.

## Odpłatność
Subskrypcja telewizji odbywa się w dwóch rodzajach świadczenia usług:
1. telewizji płatnej
2. telewizji bezpłatnej

Obydwa sposoby dostępowe odbywają się zarówno w analogowej i cyfrowej telewizji satelitarnej, telewizji kablowej, ale także w coraz większym stopniu za pośrednictwem naziemnej telewizji cyfrowej i w internecie. Telewizja bezpłatna dostępna jest bez żadnych dodatkowych uwarunkowań. W telewizji płatnej abonent dokonuje odpłatności za oferowane kanały a la carte lub zgrupowane pakiety kanałów na zasadzie opłaty postpaid lub prepaid.
W Polsce zdecydowana większość kanałów dostarczanych jest w ramach telewizji płatnej. Jednak pierwsze wdrożenia naziemnej telewizji cyfrowej umożliwiły zwiększenie dostępności ilości kanałów bezpłatnych odbiorcom i wzrost konkurencyjności pomiędzy nadawcami. Z dotychczas oferowanych 6 kanałów przed 2010 r., liczba ta wzrosła do 24 w 2014 r. Natomiast w 2012 r. telewizja naziemna została wzbogacona również o 8 kanałów płatnych w ramach kodowanego multipleksu IV.
Należy odróżnić telewizję free-to-air (nieszyfrowaną) i telewizję szyfrowaną (kodowaną). W ramach oferowanych kanałów operatorom część nadawców nadaje swój sygnał nieodpłatnie, jednak ze względu na niektóre uwarunkowania (np. koszty emisji i licencje) w sposób szyfrowany, np. satelitarnie TVP1, TV Puls czy VIVA. Z kolei część nadawców warunkuje dostęp do kanału nieodpłatnie, po jednorazowym zakupie karty dostępu warunkowego w systemie free-to-view, np. Hallo TV.
Należy odróżnić również pojedyncze odpłatne emisje dostępu do treści w pay-per-view.

## Oglądalność
W Polsce oglądalność mierzona jest od roku 1996 przez ośrodek badawczy Nielsen Media Research. W latach 1997–2011 badania prowadziło również TNS Polska (dawniej OBOP) dla kanałów Telewizji Polskiej. Swoje raporty kontroli nadawców, w tym uwzględniające również dane oglądalności, przedstawia także KRRiT. Z uwagi na metodologię badań wyniki oglądalności są podawane dla każdej minuty. Oznacza to, że oglądalność programu jest średnią z jego minutowych oglądalności.
W poniższej tabeli zestawiono 20 najchętniej oglądanych polskojęzycznych stacji telewizyjnych od 2007 roku według badań Nielsen Media Research (w kolorze szarym – stacje, które w poprzednich latach nie były w pierwszej 20, gwiazdką – oznaczono stacje telewizji płatnej):
| Nazwa stacji  | Data uruchomienia | 2023 | 2022 | 2021 | 2020 | 2019 | 2018  | 2017  | 2016  | 2015  | 2014  | 2013  | 2012  | 2011  | 2010  | 2009  | 2008  | 2007  |
| Polsat        | 05.12.1992        | 6.94 | 7.30 | 8.14 | 8.36 | 9.85 | 10.23 | 10.91 | 11.45 | 11.60 | 11.84 | 12.24 | 13.97 | 14.53 | 13.84 | 14.81 | 15.42 | 16.76 |
| TVP1          | 25.10.1952        | 7.68 | 8.67 | 9.76 | 9.66 | 9.68 | 9.73  | 9.59  | 11.10 | 12.28 | 12.27 | 13.17 | 15.41 | 17.41 | 19.35 | 20.89 | 22.63 | 23.20 |
| TVN           | 03.10.1997        | 6.82 | 6.90 | 7.33 | 7.49 | 8.45 | 9.38  | 9.87  | 10.37 | 10.65 | 11.68 | 12.54 | 13.93 | 14.95 | 15.21 | 15.92 | 16.73 | 16.46 |
| TVP2          | 02.10.1970        | 7.30 | 7.02 | 7.84 | 7.54 | 8.34 | 8.16  | 7.87  | 8.32  | 8.72  | 9.41  | 10.30 | 12.56 | 13.27 | 14.49 | 15.39 | 16.83 | 17.99 |
| TVN24*        | 09.08.2001        | 5.75 | 5.63 | 4.96 | 5.36 | 4.47 | 4.14  | 4.27  | 3.81  | 3.22  | 2.99  | 3.12  | 3.06  | 3.14  | 3.45  | 2.69  | 2.71  | 2.98  |
| TV4           | 01.04.2000        | 2.97 | 2.82 | 3.24 | 3.64 | 3.72 | 4.16  | 4.08  | 3.36  | 3.27  | 2.68  | 2.97  | 2.49  | 2.39  | 2.14  | 2.06  | 1.8   | 2.06  |
| TVN 7         | 01.03.2002        | 3.16 | 3.08 | 3.60 | 3.45 | 3.21 | 3.24  | 3.29  | 3.33  | 3.30  | 3.53  | 3.54  | 2.53  | 1.79  | 1.63  | 1.66  | 1.62  | 1.49  |
| TVP Info      | 06.10.2007        | 4.90 | 5.14 | 4.00 | 4.82 | 3.64 | 3.43  | 3.83  | 3.26  | 3.51  | 2.86  | 2.61  | 3.82  | 4.24  | 4.92  | 4.41  | 4.32  | 4.92  |
| TV Puls       | 18.03.2001        | 2.95 | 2.90 | 3.62 | 3.62 | 3.50 | 3.40  | 3.03  | 3.20  | 3.09  | 3.11  | 3.08  | 2.33  | 1.89  | 1.51  | 1.13  | 0.80  | 0.53  |
| Puls 2        | 19.07.2012        | 1.58 | 1.47 | 1.69 | 1.99 | 1.91 | 1.88  | 1.75  | 1.78  | 1.62  | 1.52  | 1.07  | 0.14  | –     | –     | –     | –     | –     |
| TTV           | 02.01.2012        | 1.75 | 1.76 | 2.08 | 2.16 | 2.24 | 2.14  | 1.78  | 1.60  | 1.45  | 1.30  | 1.02  | 0.31  | –     | –     | –     | –     | –     |
| Polsat 2*     | 01.03.1997        | 1.33 | 1.35 | 1.46 | 1.47 | 1.54 | 1.52  | 1.47  | 1.52  | 1.45  | 1.68  | 1.79  | 1.37  | 1.32  | 0.88  | 0.87  | 0.8   | 0.61  |
| TV6           | 30.05.2011        | 1.15 | 1.06 | 1.33 | 1.60 | 1.70 | 1.45  | 1.44  | 1.48  | 1.23  | 0.97  | 0.61  | 0.20  | 0.04  | –     | –     | –     | –     |
| TVP Seriale*  | 06.12.2010        | 1.55 | 1.58 | 1.46 | 1.47 | 1.41 | 1.41  | 1.49  | 1.48  | 1.40  | 1.44  | 1.14  | 0.64  | 0.34  | –     | –     | –     | –     |
| Polsat News   | 07.06.2008        | 1.78 | 1.97 | 1.78 | 2.03 | 1.13 | 1.12  | 1.14  | 1.11  | 1.08  | 1.08  | 1.04  | 0.90  | 0.81  | 0.62  | 0.31  | 0.1   | –     |
| TVP Sport     | 18.11.2006        | 0.97 | 1.11 | 1.12 | 0.65 |      | 0.97  | 0.37  | 0.35  | 0.33  | 0.38  | 0.28  | 0.26  | 0.20  | –     | –     | –     | –     |
| Stopklatka TV | 15.03.2014        | 1.15 | 1.12 | 1.32 | 1.17 | 1.12 | 0.98  | 0.94  | 1.00  | 0.88  | 0.60  | –     | –     | –     | –     | –     | –     | –     |
| TVP3          | 01.09.2013        | 0.95 | 0.91 | 1.01 | 1.10 | 1.02 | 0.89  | 0.94  | 0.97  | 1.05  | 1.09  | 0.36  | –     | –     | –     | –     | –     | –     |
| Super Polsat  | 02.01.2017        | 0.78 | 0.80 | 1.03 | 1.02 | 0.94 | 0.94  | 0.78  | 0.78  | –     | –     | –     | –     | –     | –     | –     | –     | –     |
| Fokus TV      | 28.04.2014        | 0.84 | 1.07 | 0.81 | 0.69 | 0.31 | –     | –     | –     | –     | –     | –     | –     |       |       |       |       |       |

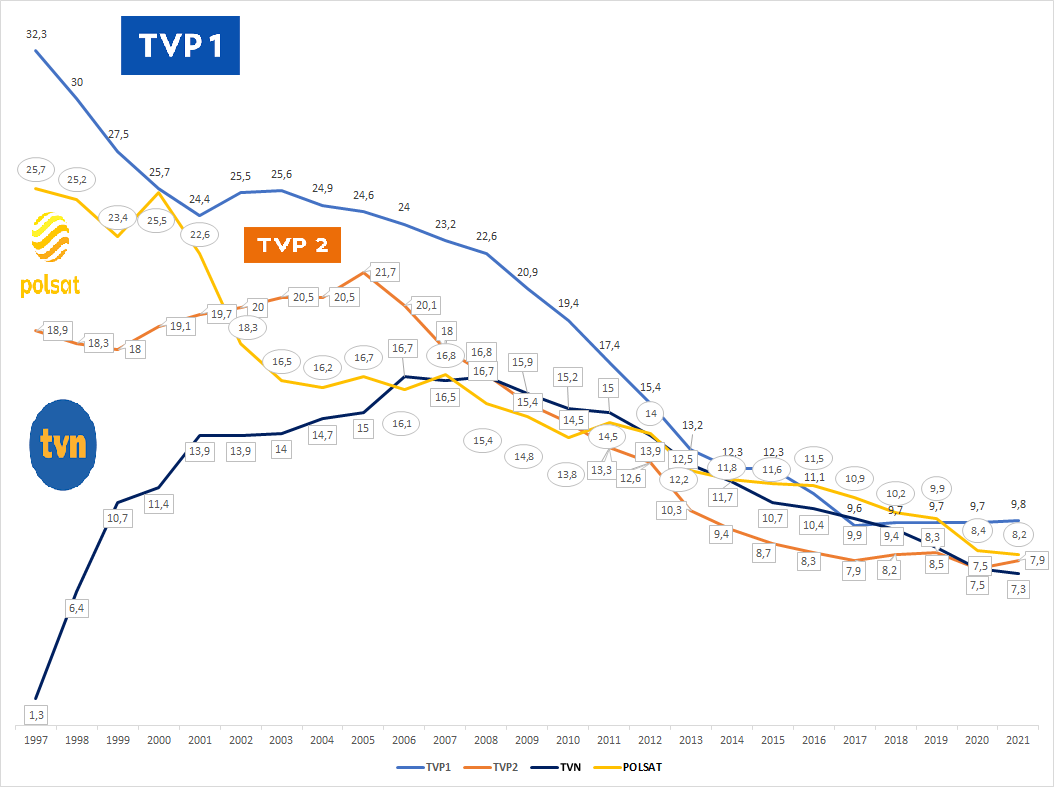
Oglądalność czterech największych stacji telewizyjnych w Polsce (TVP1, TVP2, Polsat, TVN) od 1997 roku według Nielsen Media Research

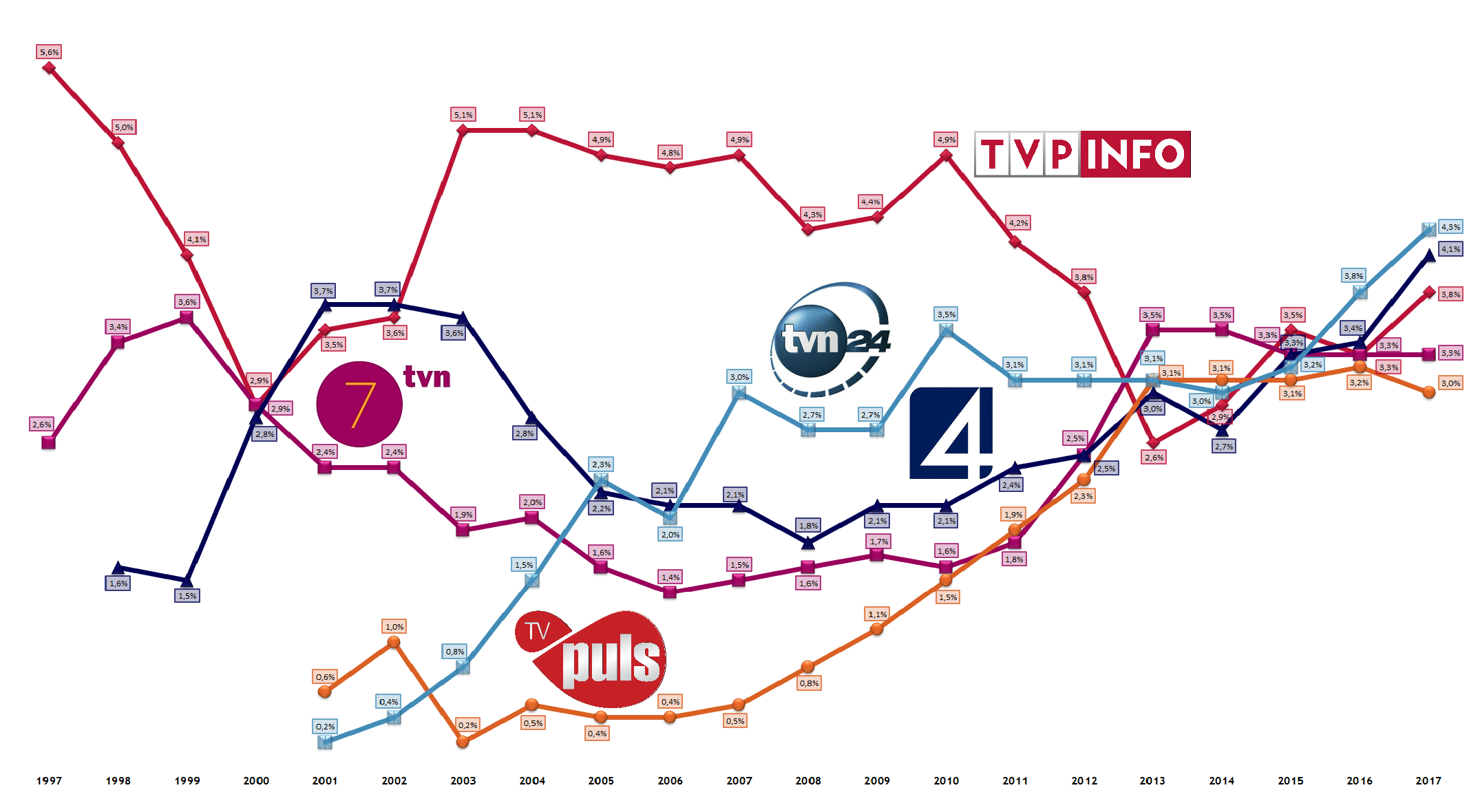
Oglądalność pięciu stacji telewizyjnych mających obecnie co najmniej 2% udziały w rynku od 1997 roku według Nielsen Media Research (TVP Info w latach 1994–2002 jako TVP Regionalna, zaś w latach 2002–2007 jako TVP3, TV4 w latach 1998–2000 jako Nasza TV, TVN 7 w latach 1996–2002 jako RTL 7)

Następna tabela przedstawia listę 10 programów telewizyjnych z najwyższą oglądalnością w historii badań telemetrycznych w Polsce (od 1996 roku) według Nielsen Media Research:

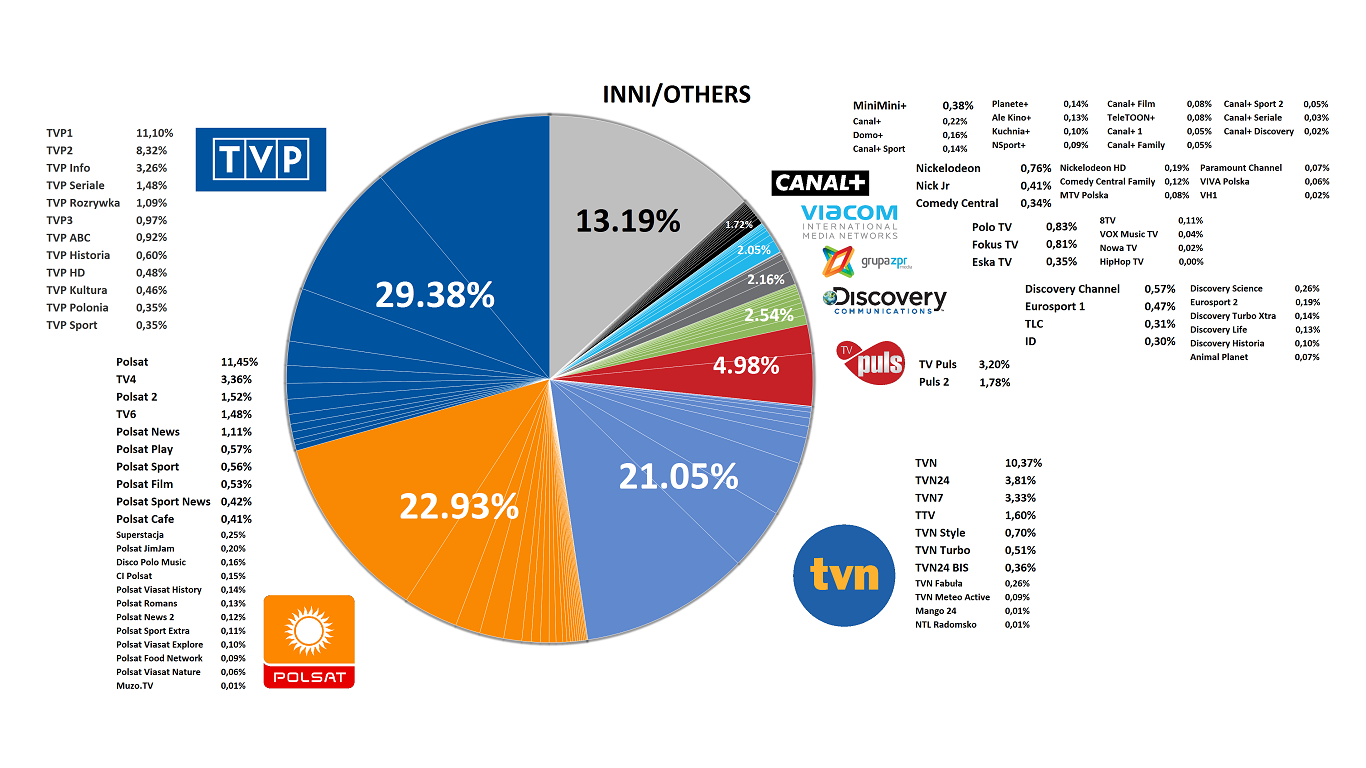
Udziały w rynku telewizyjnym wybranych grup nadawców w 2016 według Nielsen Media Research

| Pozycja | Program                                                                                | Data                  | Nadawca                                                      | Liczba widzów    | Udziały w rynku |
| ------- | -------------------------------------------------------------------------------------- | --------------------- | ------------------------------------------------------------ | ---------------- | --------------- |
| 1       | Pogrzeb Jana Pawła II                                                                  | 8 kwietnia 2005(dts)  | TVP1, TVP2, TVP3, Polsat, TVN, TVN24 i inni                  | ponad 21 400 000 | prawie 90%      |
| 2       | UEFA Euro 2016: Polska – Portugalia (1/4 finału)                                       | 30 czerwca 2016(dts)  | TVP1, Polsat, Polsat Sport                                   | 15 974 822       | 86,57%          |
| 3       | UEFA Euro 2012: Polska – Rosja (faza grupowa)                                          | 12 czerwca 2012(dts)  | TVP1, TVP Sport, TVP HD                                      | 14 683 216       | 81,51%          |
| 4       | UEFA Euro 2016: Niemcy – Polska (faza grupowa)                                         | 16 czerwca 2016(dts)  | TVP1, Polsat, Polsat Sport                                   | 14 352 012       | 80,89%          |
| 5       | UEFA Euro 2012: Czechy – Polska (faza grupowa)                                         | 16 czerwca 2012(dts)  | TVP1, TVP Sport, TVP HD                                      | 14 070 492       | 81,28%          |
| 6       | UEFA Euro 2012: Polska – Grecja (faza grupowa)                                         | 8 czerwca 2012(dts)   | TVP1, TVP Sport, TVP HD                                      | 13 308 343       | 83,78%          |
| 7       | ZIO 2002: skoki narciarskie, konkurs indywidualny, K-120 (srebrny medal Adama Małysza) | 13 lutego 2002(dts)   | TVP1                                                         | 13 259 612       | 75,15%          |
| 8       | Pogrzeb pary prezydenckiej Lecha i Marii Kaczyńskich                                   | 18 kwietnia 2010(dts) | TVP1, TVP2, TVP Info, Polsat, Polsat News, TVN, TVN24 i inni | 13 033 967       | 86,68%          |
| 9       | UEFA Euro 2016: Ukraina – Polska (faza grupowa)                                        | 21 czerwca 2016(dts)  | TVP1, Polsat, Polsat Sport                                   | 12 639 308       | 81,67%          |
| 10      | M jak miłość (odcinek 302)                                                             | 1 marca 2005(dts)     | TVP2                                                         | 12 581 000       | b.d.            |